# Dollarprinsessen
Dollarprinsessen er en dansk stumfilm fra 1912 produceret af Fotorama. Filmens instruktør er ukendt.
Filmen havde dansk premiere den 16. december 1912 i Biograf-Teatret i Aarhus. 

## Handling
Denne artikel mangler et handlingsreferat. Hjælp os med at skrive det.

## Medvirkende
- Marie Niedermann
- Philip Bech
- Peter Malberg